# Gallisenae
Dans la mythologie celtique bretonne, les Gallisenae (ou Gallizenae) sont les druidesses mythiques de l’île de Sein (Sena) au large de l’Armorique. La première mention de leur existence remonte à Artémidore (125-27 av. J.-C.).
Selon Pomponius Mela (géographe du Ier siècle apr. J.-C.), elles sont neuf et ont fait vœu de virginité. Elles ont le don de prophétie, le pouvoir de calmer vents et tempêtes et de prendre la forme animale qu’elles désirent.

## Sources
- Pierre-Roland Giot, Jacques Briard et Louis Pape, Protohistoire de la Bretagne, Ouest-France Université, Rennes, 1995,  (ISBN 2-7373-1659-6)